# Eslovè
L'eslovè o eslové (en eslovè: slovenski jezik o slovenščina, no s'ha de confondre amb el slovenský jazyk, slovenčina, que vol dir eslovac) és una de les llengües eslaves, parlat per uns 2 milions de persones.

## Distribució geogràfica
La llengua és parlada principalment a Eslovènia, però també per les minories nacionals eslovenes a Friül - Venècia Júlia, Itàlia (al voltant de 90.000 a Eslàvia friülana, Resia, Canale Valley, Província de Trieste i en aquells municipis de la província de Gorizia limítrofs amb Eslovènia), al sud de Caríntia i algunes parts d'Estíria a Àustria (25.000). També es parla a Croàcia, especialment al Comtat d'Ístria, Rijeka i Zagreb (11.800-1.3.100), al sud-oest d'Hongria (3-5.000), a Sèrbia (5.000), i a la diàspora eslovena a tot Europa i a la resta del món (al voltant 300,000), particularment als Estats Units (sobretot a Ohio, al voltant de 3.400 parlants), Canadà, Argentina, Austràlia i Sud-àfrica.

## Història
Es conserva documentació en eslovè des del segle x, tot i que l'auge de la llengua és del segle xvi, amb l'esplendor literària dels escriptors d'Eslovènia. Mentre el país va formar part de l'Imperi Austrohongarès, es va produir un fenomen de diglòssia: les elits parlaven alemany i l'eslovè era la llengua del poble, cosa que explica l'elevat nombre de germanismes en el seu vocabulari. La seva integració a Iugoslàvia després de la Segona Guerra Mundial va perpetuar l'arraconament de l'eslovè, en aquesta ocasió en favor del serbocroat. La independència del país en 1991 i la seva declaració com a idioma oficial estan ajudant a la seva recuperació i estandardització.

## Gramàtica
La gramàtica de l'eslovè és força complexa. Com a curiositat, destaca pel fet de ser un dels pocs idiomes que conserven el nombre dual de l'indoeuropeu. Les paraules poden presentar tres gèneres: masculí, femení i neutre i algunes d'elles tenen declinació.
Per a l'escriptura usa l'alfabet llatí amb algunes lletres modificades amb el hàtxec. En alguns textos especials l'eslovè empra accents gràfics, que poden ser agut, circumflex, greu i accent greu doble, els quals marquen alhora la síl·laba tònica i la duració de la vocal. Hi ha vuit sons vocàlics, com en català central.

## Dialectes

Dialectes de l'eslovè, segons el lingüista Fran Ramovš (1931)

L'eslovè té nombrosos dialectes (més de 30), alguns d'ells amb un accent tonal que complica el sistema fonològic. Molts d'aquests dialectes regionals no són mútuament intel·ligibles. El nombre de dialectes comptabilitzats per estudiosos de l'idioma ascendeix a 36 o fins i tot 46. No obstant això, es pot donar una llista de nou principals grups dialectals:
- vzhodno (oriental)
- severovzhodno (nord-oriental)
- zahodno (occidental)
- osrednje (central)
- gorenjsko (d'Alta Carniola)
- belokranjsko (de Carniola Blanca o Interior)
- dolenjsko (de Baixa Carniola)
- primorsko (litoral)
- prekmuro o venc, dialecte arcaic de l'eslovè parlat al sud-oest d'Hongria, prop de la ciutat de Szentgotthárd

## Sistema d'escriptura i sons

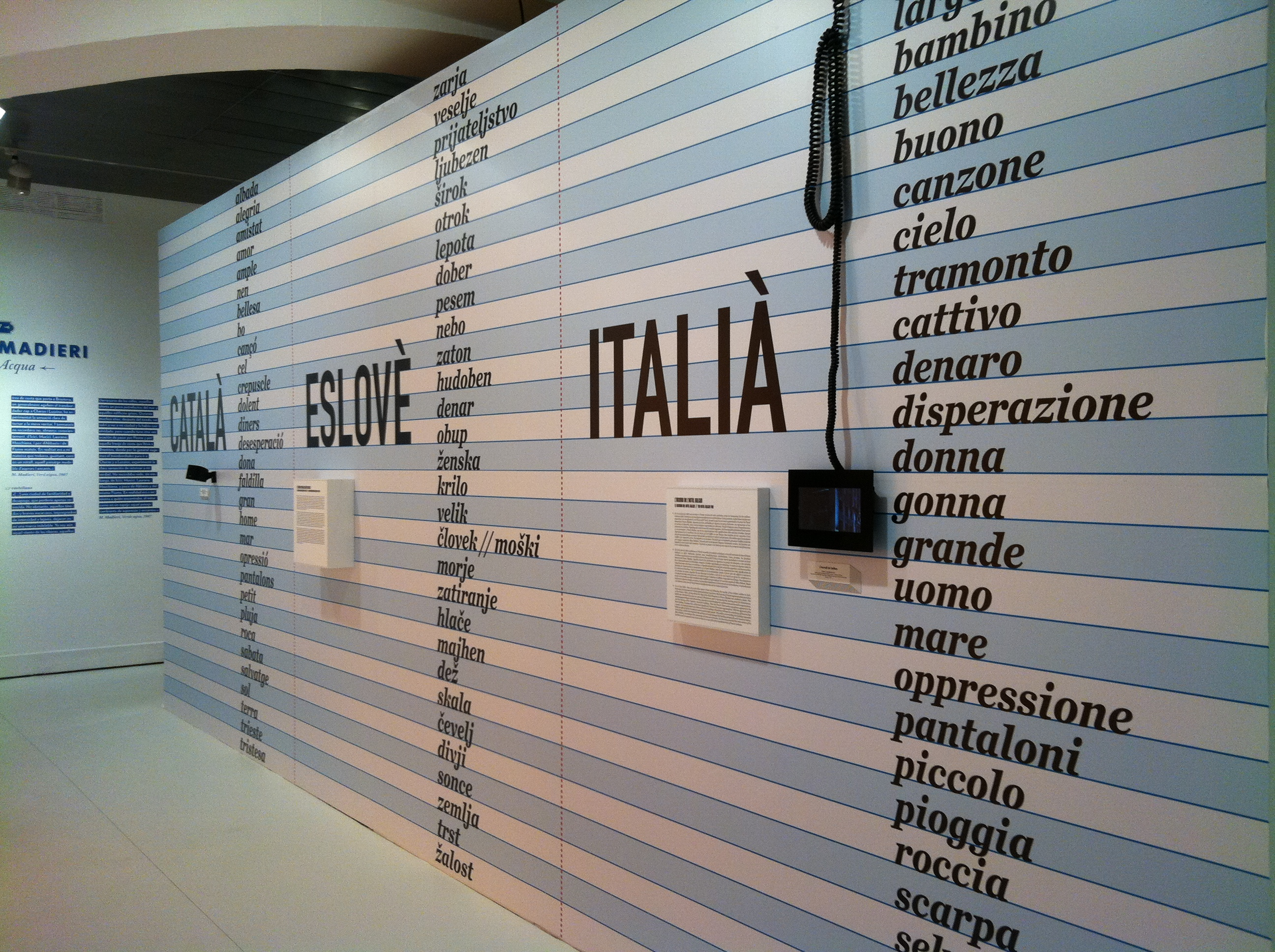
Comparativa entre paraules en català, eslovè i italià en una exposició al CCCB de Barcelona.

L'eslovè usa l'alfabet llatí, però tot i que les lletres són les mateixes que en català, si fa no fa, algunes amb l'addició de signes diacrítics, algunes de les lletres no se pronuncien igual. És el cas de la "c", per exemple, que es pronuncia com el dígraf català de "ts"; la "č", que es pronuncia com a "tx"; la "j", que es pronuncia com la "i" catalana, la "y" anglesa i la "j" alemanya; la "š", que es pronuncia com la "x" catalana; i la "ž", que es pronuncia com la "j" catalana, però més suau.
La majoria dels sons de l'eslovè tenen la seva correspondència en català. No obstant això, hi ha alguns sons que no estan presents de manera natural en català (si bé en la seva majoria són coneguts a través d'altres idiomes). Aquests sons són els representats per les lletres: č, š, ž, z.
- Č: més profund que la CH espanyola
- Š: com la CH francesa (XEIX de xai, Xixona; també SH anglesa però més profunda)
- Ž: com la J francesa
- Z: com la S sonora catalana, Z catalana o francesa

L'eslovè té 21 fonemes consonàntics distintius.
|                      |                      | Consonant labial | Consonant dental/ alveolar | Consonant palatal | Consonant velar |
| -------------------- | -------------------- | ---------------- | -------------------------- | ----------------- | --------------- |
| Consonant nasal      | Consonant nasal      | m                | n                          |                   |                 |
| Consonant oclusiva   | Consonant sorda      | p                | t                          |                   | k               |
| Consonant oclusiva   | Sonora               | b                | d                          |                   | ɡ               |
| Consonant africada   | consonant sorda      |                  | t͡s                         | t͡ʃ                |                 |
| Consonant africada   | Sonora               |                  |                            | d͡ʒ                |                 |
| Consonant fricativa  | consonant sorda      | f                | s                          | ʃ                 | x               |
| Consonant fricativa  | Sonora               |                  | z                          | ʒ                 |                 |
| Consonant aproximant | Consonant aproximant | ʋ                | l                          | j                 |                 |
| Consonant ròtica     | Consonant ròtica     |                  | r                          |                   |                 |

## Escriptors en eslovè
- Maja Haderlap
- Boris Pahor
- Tomaž Šalamun
- Primož Trubar
- Jurij Dalmatin
- Andrej Blatnik
- Dane Zajc (poeta, dramaturg, assagista; enllaç en eslovè)
- Vladimir Bartol (autor del clàssic Àlamut; enllaç en eslovè)
- Brina Svit (escriptora eslovena que escriu en eslovè i francès, enllaç en francès)
- Janez Menart (enllaç en eslovè)
- Kajetan Kovič (enllaç en eslovè)
- Tone Pavček (enllaç en eslovè)
- Ciril Zlobec (enllaç en eslovè)

## Mitjans en eslovè
- Radio Televisió Pública Eslovena
- Diari Delo
- Diari Dnevnik
- Portal web de la televisió POP TV
- Setmanari Mladina